# Covarrubias (Soria)
Covarrubias es una localidad de la provincia de Soria, partido judicial de Almazán, Comunidad Autónoma de Castilla y León, en España. Pertenece al municipio de Almazán.
Desde el punto de vista jerárquico de la Iglesia católica forma parte de la Diócesis de Osma la cual, a su vez, pertenece a la Archidiócesis de Burgos.

## Historia
A la caída del Antiguo Régimen la localidad se constituye en municipio constitucional en la región de Castilla la Vieja, partido de Almazán que en el censo de 1842 contaba con 15 hogares y 61 vecinos.
A mediados del siglo XIX este municipio desaparece porque se integra en Cobertelada.

## Demografía
Covarrubias (Soria) contaba a 1 de enero de 2010 con una población de 24 habitantes, 13 hombres y 11 mujeres.
| Gráfica de evolución demográfica de Covarrubias (Soria) entre 2000 y 2010                        |
|                                                                                                  |
| Población de derecho (2000–2010) según los censos de población del INE a 1 de enero de cada año. |

## Personajes ilustres
- Manuel Joaquín Tarancón y Morón (1782–1862), sacerdote, obispo y cardenal.